# Palaeoloxodon antiquus
Palaeoloxodon antiquus, comummente conhecido como elefante-de-presas-retas ou elefante-europeu-de-presas-direitas, é uma espécie extinta de mamífero proboscídio da família dos elefantídeos que viveu durante o Pleistoceno, há cerca de 800.000 a 30.000 anos.

## Descrição
Estes paquidermes podiam chegar aos quatro metros de altura, orçando um peso estimado de cerca de 6.000 a 7.000 kg. Tinham as patas relativamente mais compridas do que as dos elefantes modernos e presas compridas e rectilíneas rematadas numa pequena curva, que fazem jus ao seu nome comum. Crê-se que estes elefantes tinham uma língua de 80 centímetros de comprimento, a qual poderia projectar-se a pouca distância para apanhar folhas e ervas.

## Distribuição

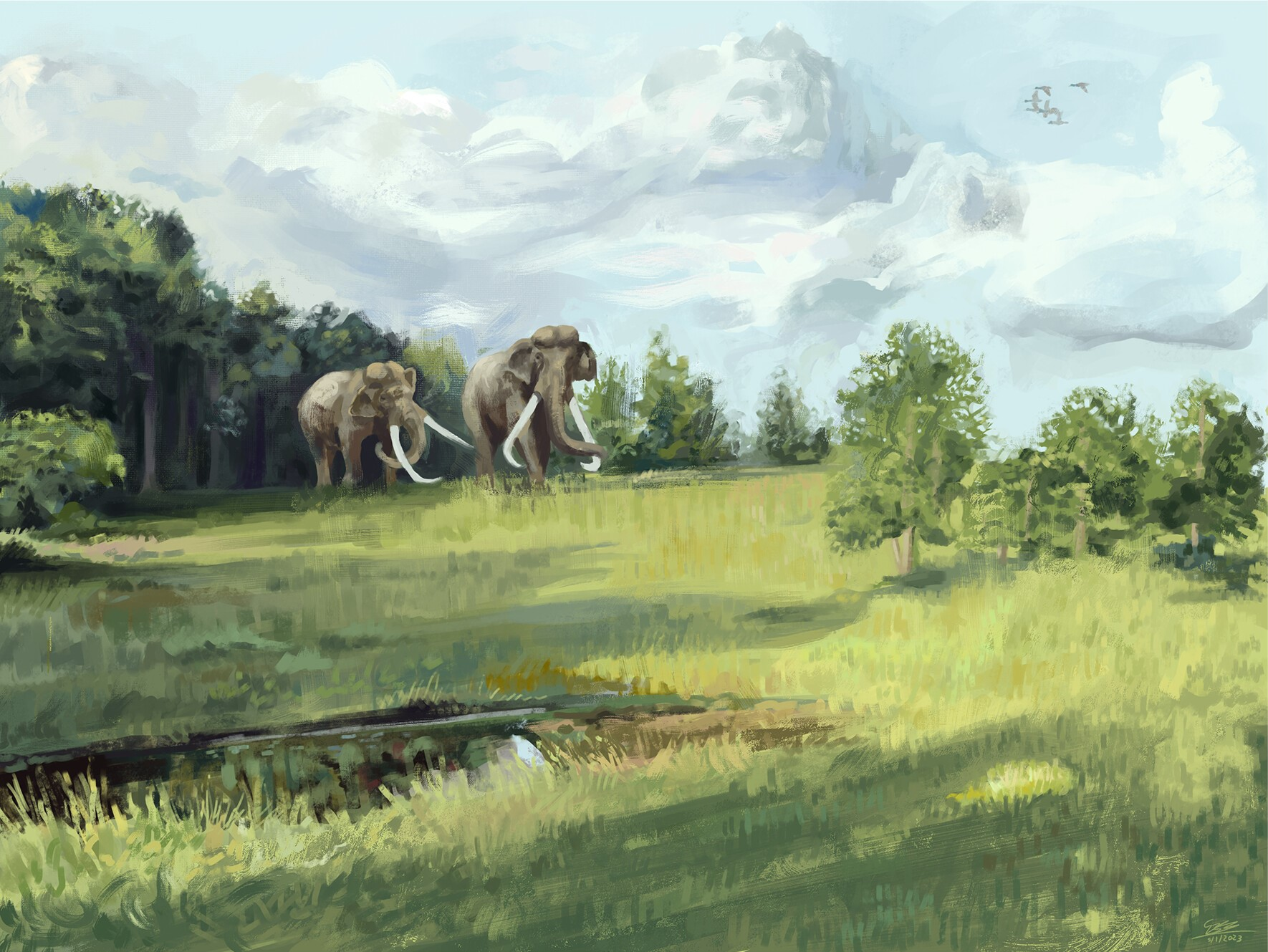

Palaeoloxodon antiquus teve a sua origem na África, sendo certo que se evidencia a sua rápida distribuição pela Eurásia em territórios das Penínsulas Itálica e Ibérica.
O P. antiquus vivia nos ambientes quentes e florestais que havia no continente europeu durante os períodos interglaciares. Os vestígios que se descobriram mais recentemente encontravam-se em Portugal e têm cerca de 30.000 anos. Tratar-se-ão, presumivelmente, dos antepassados dalguns dos elefantes anões das varias ilhas mediterrâneas que se extinguiram durante o Holoceno.
Em sedimentos eólicos do Pleistoceno superior do Alentejo Litoral, descobriram-se várias icnitas da icnoespécie Proboscipeda panfamilia, atribuídas ao Palaeoloxodon antiquus.

### Portugal
Os raros achados de proboscídeos no Plistocénico português reportam-se quase exclusivamente a esta espécie. Foram identificados vestígios osteológicos desta espécie não muito longe da praia do Malhão em Santa Cruz (em Santiago do Cacém). Alguns dos achados mais recentes desta espécie na Europa têm uma idade 33600 ± 500 e foram encontrados na Bacia do rio Tejo, em Vila Velha de Ródão, correspondendo ao início da última glaciação.